# گرنی درایو
گرنی درایو، جرج تاون یک تفرجگاه ساحلی محبوب در جرج تاون، ایالت پنانگ، مالزی است. این خیابان همچنین به خاطر غذاهای خیابانی در بخش دستفروشان ساحلی معروف است و در مجلهٔ جهانگردی استرالیا به نام تراوِلِر، در فهرست ۲۵ خیابان برتر دنیا برای بازدید قرار گرفته بود. علاوه بر این، گرنی درایو به خاطر رشد سریع احداث آسمان خراشها و مراکز خرید به بخشی از دومین ناحیهٔ تجاری مرکزی جرج تاون تبدیل شده است.